# Clayton Lewis
Clayton Rhys Lewis (Wellington, 12 febbraio 1997) è un calciatore neozelandese, centrocampista del Macarthur.

## Carriera

### Club
Ad eccezione di un periodo trascorso in Inghilterra allo Scunthorpe Utd, ha sempre giocato nel campionato neozelandese ed in quello australiano.

### Nazionale
Ha giocato nella nazionale neozelandese Under-20.
Ha esordito in nazionale nel 2015, venendo poi convocato per la Confederations Cup del 2017.

## Palmarès

### Club

#### Competizioni internazionali
- OFC Champions League: 2

Auckland City: 2016, 2017